# Zámek v Ňasviži
Architektonický, obytný a kulturní komplex rodiny Radziwiłłů v Ňasviži (bělorusky Нясьвіж) / Něsviži (polsky zamek w Neświeżu, rusky Несвиж) je sídelní komplex zmíněného rodu v Ňasviži v Bělorusku. Rodina Radziwiłłů celý komplex vlastnila již od roku 1533. V roce 1582 započala rekonstrukce celého komplexu, která byla dokončena v roce 1604.

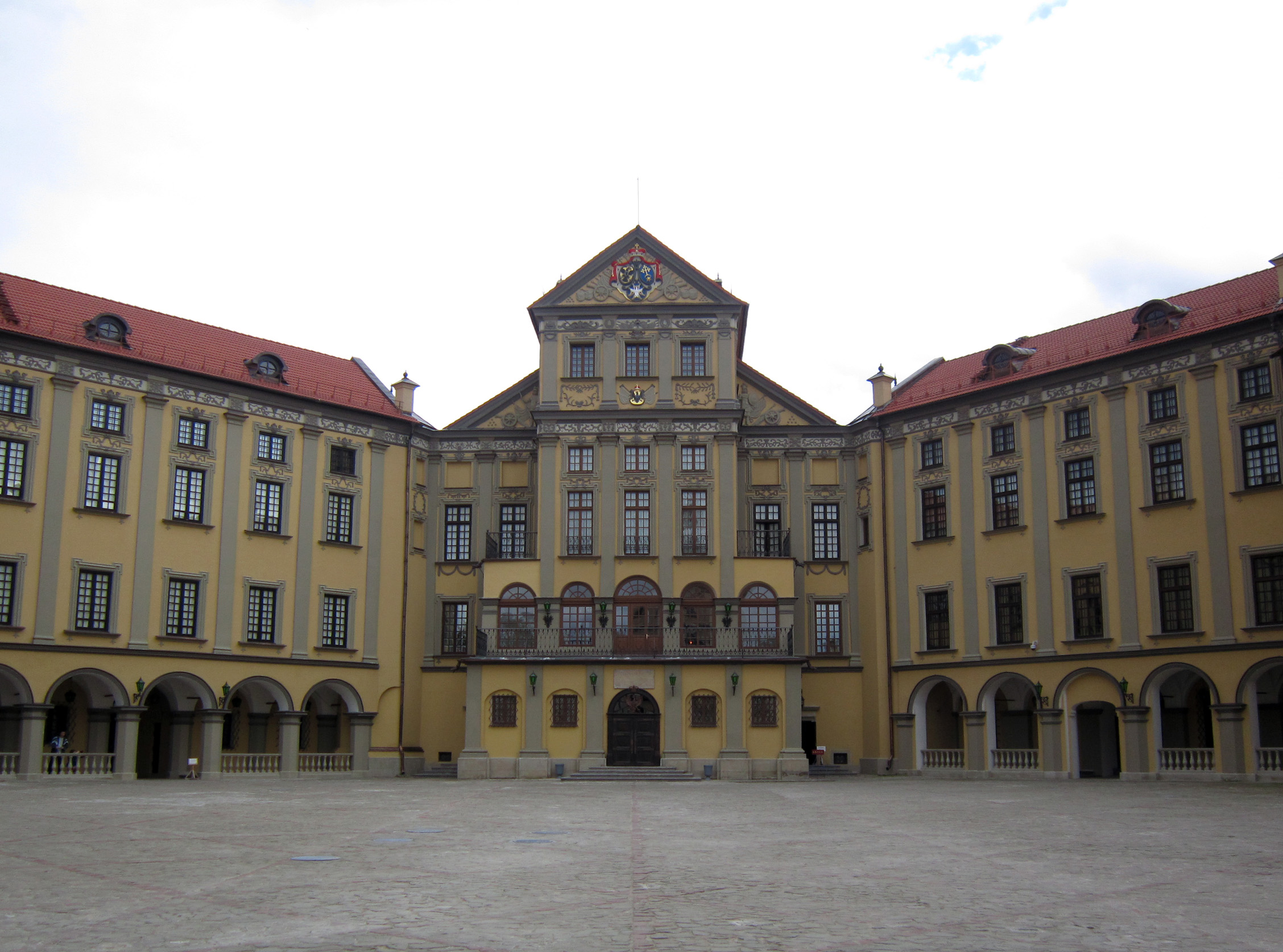
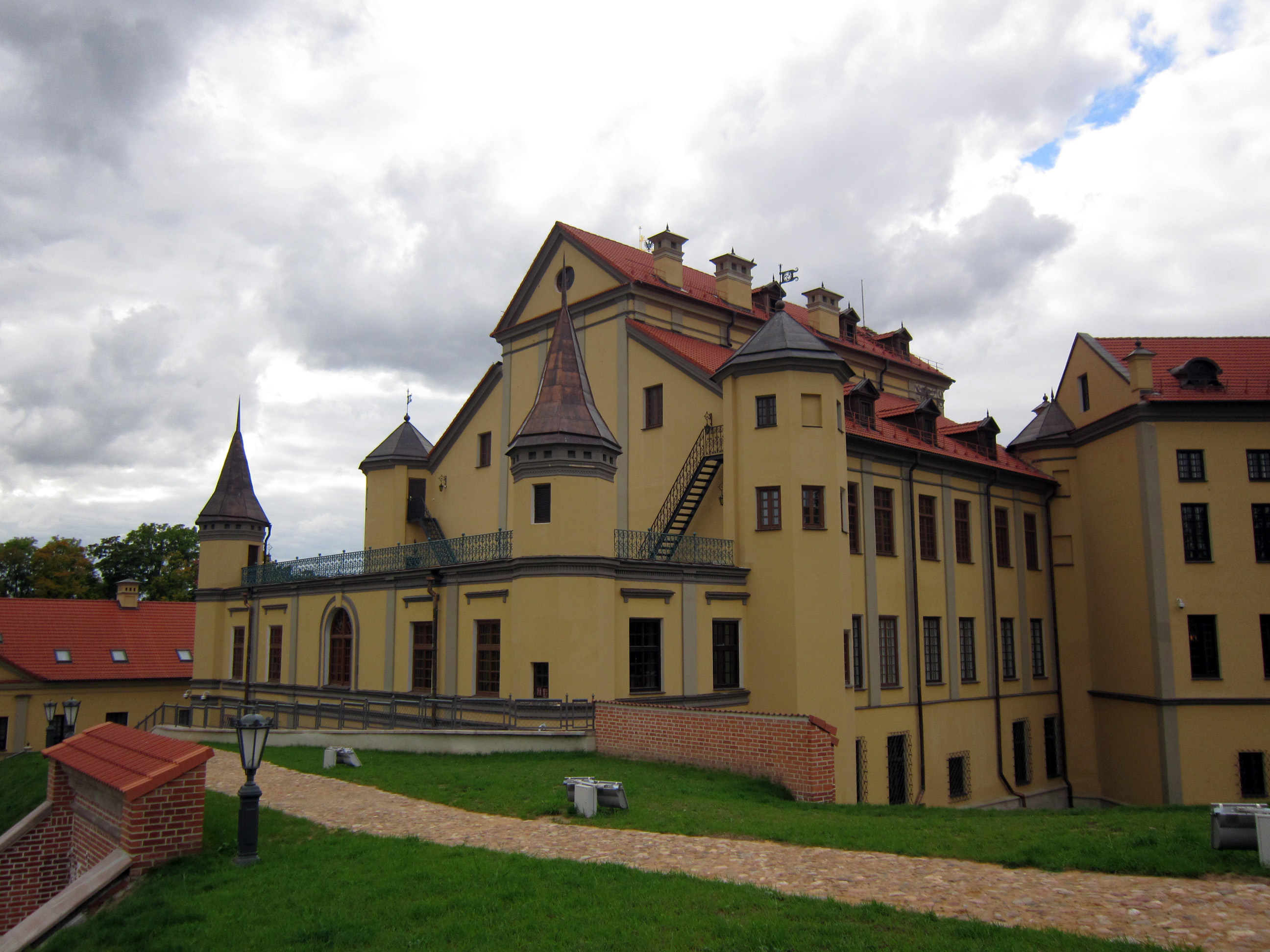

Jako unikátní stavba polsko-běloruské architektury byl celý zámecký komplex zapsán v roce 2000 na Seznam světového dědictví UNESCO.

### Související zámek
- Mirský zámek